# Prałatura terytorialna Jesús María del Nayar
Prałatura terytorialna Jesús María del Nayar (łac. Praelatura Territorialis Nayariana de Iesu et Maria) – jedna z jednostek administracyjnych Kościoła rzymskokatolickiego w Meksyku w metropolii Guadalajary w stanie Nayarit.

## Historia
Prałatura obejmuje swym zasięgiem terytoria ludu Cora w górach Nayar. Tereny te chrystianizowali od XVI w. franciszkanie. Jest to jedna z najbiedniejszych i najsłabiej rozwiniętych części Meksyku.
Administracyjnie prałatura jest częścią metropolii w Guadalajarze. Powstała w 1962 z terytoriów wyłączonych z diezecji Colima i Zacatecas oraz archidiecezji Durango. Ustanowiona została bullą papieża Jana XXIII Venerabilis Frater. Pierwszym biskupem prałatury był były gwardian klasztory franciszkańskiego w Zapopan w stanie Jalisco o. Manuel Romero Arvizu OFM. Otrzymał on sakrę biskupią z rąk delegata apostolskiego Luigiego Raimondi 15 sierpnia 1962. Pierwszy biskup objął urząd 2 września tego samego roku  przybywając do Jesús María.
Pierwszym etapem działalności bpa Arvizu było odzyskanie siedzib kościelnych na terenie prałatury, które kiedyś należały do franciszkanów i jezuitów. Przy zakładaniu nowych placówek duszpasterskich kierowano się wówczas przedsoborowymi regułami w działalności misjonarskiej. Nowi misjonarze pracowali wśród etnicznych grup: Coras, Huiczoli, Metysów, Nahua i Tepehuanes. W odpowiedzi na encyklikę Populorum progressio papieża Pawła VI, wydaną w 1967, rozpoczęto na szerszą skalę tworzyć szkoły, warsztaty rzemieślnicze i spółdzielnie. Pod koniec lat 70. prałatura mogła poszczycić się pierwszymi kapłanami wywodzącymi się z jej terytorium. W 1990 biskupem koadiutorem wybrany został kolejny franciszkanin o. José Antonio Pérez Sánchez. Drugi biskup prałatury otrzymał sakrę biskupią w miejscowej katedrze w Jesús María 4 kwietnia 1990 z rąk delegata apostolskiego Girolamo Prigione. Rok później opracowano plan działalności misyjnej. Został on przyjęty 12 września 1991 w misji Nuestra Señora de los Remedios w Huajicori. José Antonio Pérez Sánchez przejął oficjalnie rządy w diecezji 27 czerwca 1992. Drugi plan działalności misyjnej wspólnota diecezjalna przyjęła 26 maja 1996 w misji San Rafael. Kolejny z okazji Wielkiego Jubileuszu w roku 2000.

## Zarządcy prałatury
Siedziba prałatury znajduje się w miejscowości Jesús María w gminie El Nayar.
| L.p. | Lata rządów                      | Imię i nazwisko                     | Informacje dodatkowe                                                  |
| ---- | -------------------------------- | ----------------------------------- | --------------------------------------------------------------------- |
| 1.   | 24 maja 1962 – 27 czerwca 1992   | bp Manuel Romero Arvizu             | biskup tytularny Dusa, od 15 lutego 1978 prałat Jesús María del Nayar |
| 2.   | 27 czerwca 1992 – 27 lutego 2010 | bp José Antonio Pérez Sánchez       | prałat Jesús María del Nayar                                          |
| 3.   | 4 czerwca 2010 – 11 lutego 2022  | bp José de Jesús González Hernández | następnie biskup Chilpancingo-Chilapa                                 |
| 4.   | nominat                          | bp Andrés Sáinz Márquez             | prałat Jesús María del Nayar                                          |

## Statystyka
Na terenie prałatury pod koniec 2023 mieszkało 155 tysięcy osób, w tym 139 tysięcy ochrzczonych, co stanowiło 89,7% ludności. Na prałaturę składało się 16 samodzielnych parafii.